# Sokrates den Gode
Sokrates den Gode var en yngre søn af kong Nikomedes III af Bithynien. Han blev støttet af kong Mithridates 6. af Pontos i sit forsøg på at afsætte broderen Nikomedes 4. fra den bithynske trone. I 90 f.Kr. besejrede han broderen i et slag og fik jaget denne på flugt. For en kort tid sad Sokrates ved magten i Bithynien, men broderen fik generobret sin trone med hjælp fra Rom.